# Nasrin Sotoudeh
Nasrin Sotoudeh (även Sotoodeh; persiska: نسرین ستوده), född 30 maj 1963, är en iransk advokat och människorättsaktivist. I mars 2019 dömdes hon för flera påstådda brott relaterade till nationens säkerhet till 10 års fängelse och 148 piskrapp, vilket sammantaget med 6 andra domar innebär 38 års fängelse.

## Biografi
Sotoudeh har en juridikexamen från Shahid Beheshti University i Teheran. Hon avlade advokatexamen 1995, men det dröjde åtta år innan hon fick tillstånd att arbeta som advokat. Hon har företrätt fängslade iranska oppositionella aktivister och politiker efter det omtvistade presidentvalet i Iran 2009, såväl som fångar som dömts till döden för brott begångna som minderåriga. Bland hennes klienter kan nämnas Isa Saharkhiz(en), fredspristagaren Shirin Ebadi, och Heshmat Tabarzadi, ledaren för den förbjudna oppositionsgruppen Nationella Demokratiska Fronten (Iran)(en). Hon har också företrätt kvinnor som arresterats för att de uppträtt offentligt utan slöja, vilket är ett brott i Iran.
Sotoudeh arresterades i september 2010 anklagad för att sprida propaganda och konspirera för att skada statens säkerhet och fängslades i isoleringscell i Evinfängelset. I januari 2011 dömde iranska myndigheter Sotoudeh till 11 års fängelse, samt förbjöd henne att under 20 års tid utöva sitt advokatyrke eller lämna landet. Domen överklagades och ändrades senare samma år till 6 års fängelse samt 10 års yrkesförbud.
I juni 2018 arresterades hon igen, och den 12 mars 2019 dömdes hon i Teheran till fängelse, anklagad för flera påstådda brott relaterade till nationens säkerhet, till 10 års fängelse och 148 piskrapp, vilket sammantaget med 6 andra domar innebär 38 års fängelse.
Domen har mötts av protester från många håll, bland annat från Amnesty International.

## Utmärkelser
- One Humanity Award,  2011
- PEN/Barbara Goldsmith Freedom to Write Award,  2011
- Giuseppe Motta Medal,  2011
- Sacharovpriset för tankefrihet,  2012
- Tucholskypriset,  2018[1]
- Ludovic Trarieux-priset,  2018
- 100 Women,  2020[2]
- Right Livelihood Award,  2020[3][4]
- Trophées ellesdeFrance,  2020[5]
- Time 100,  2021[6]
- Civil Courage Prize,  2023

[Redigera Wikidata]